# 菲納
50°1′55″N 23°48′52″E / 50.03194°N 23.81444°E
菲納（烏克蘭語：Фійна），是烏克蘭西部的村莊，隸屬利維夫州的利維夫區。該村面積0.8平方公里，2001年該村落人口134，人口密度每平方公里168.55人。